# 力力社
力力社（荷蘭語：Netne）已漢化之台灣平埔族古聚落，為已消失的鳳山八社之一。今日屏東縣萬巒鄉加匏朗部落可能為其後裔。

## 歷史
文獻首度出現力力社相關資料為荷治時期，17世紀1641年4月11日《熱蘭遮城日誌》南區長老會議出席記錄，1646年的贌社拍賣村落名單，以及1647年之後的《荷蘭時代臺灣番社戶口表》之「南部集會區Verrovorongh」。文獻中記載該社荷蘭語為、，清治時期漢譯為「力力」。力力社為放索社群中的一社。
荷治時有頭目大腳仙，屏東縣潮州鎮大腳仙林以其命名。清治時期會參加北院廟的祭祀。

## 分佈演進
力力社範圍本來約為今台灣屏東縣崁頂鄉、潮州鎮及萬巒鄉一帶，隸屬平埔族中的馬卡道族，18世紀初中期乾隆年間施行屯番制，將該社移往土牛邊界，今屏東恆春與萬巒鄉赤山、萬金一帶，並在漢化過程中留下跳戲、阿姆姆、矸仔佛等平埔族的習俗。至今，恒春一帶乩花起童仍必須念「赤山萬金庄，放索開基祖」等咒語，來紀念東移至赤山萬金的力力社先民。

## 風俗
力力社同茄藤社、放索社有穿耳習俗。另外，力力社民就像其他馬卡道族一樣種稻，且收穫極豐。